# Mère Ubu
Pour les articles homonymes, voir Ubu (homonymie).
 (avril 2008).
Si vous disposez d'ouvrages ou d'articles de référence ou si vous connaissez des sites web de qualité traitant du thème abordé ici, merci de compléter l'article en donnant les références utiles à sa vérifiabilité et en les liant à la section « Notes et références ».
La Mère Ubu est la femme du Père Ubu dans les pièces d'Alfred Jarry (Ubu roi, Ubu enchaîné, Ubu cocu, Ubu sur la butte). 
Instigatrice, dès la première réplique de l'Ubu roi qu'elle ouvre, de l'ambition factuelle et véritable du Père Ubu, jusqu'à la conquête par celui-ci de la Couronne de Pologne, ascension qu'elle orchestrera discrètement mais résolument, - elle incarne dans le théâtre d'Ubu la figure obscure du pouvoir et de la manipulation psychologique par excellence, jouant de ressorts tant psychologiques qu'affectifs pour tantôt parvenir à ses fins et tantôt influer sur son diable d'homme à des fins somme toute purement démonstratives. Par des ressorts brutalement exposés par Jarry mais relevant d'une grande subtilité en jouant sur les faiblesses d'un Ubu affectivement, et moralement, inféodé, autant que sa seule présence offre sous mille variations de les mettre en lumière, la personnalité de la Mère Ubu se révèle au fur et à mesure des intrigues un agent toujours plus déterminant des dynamiques à l'œuvre dans la geste ubuesque. S'exprimant dans un langage proche de celui de son bouffre de  mari, elle attise autant qu'elle entretient les naïfs désirs d'ambition et de gloire que la Gidouille de celui-ci foncièrement recèle, dont elle est à de nombreux égard l'instigatrice directe, même si la figure d'Ubu pour lui-même vaut largement par ses points de vue, son caractère, sa morale sommaire et ses actions dramatiques mises au service de sa seule ambition délirante et, in fine, délétère jusqu'au mortifère.[réf. nécessaire]

## Écrits d'Alfred Jarry sur Ubu
- Ubu roi (1896) ou Les Polonais (1890)
- Ubu cocu (1897)
- Les Almanachs du Père Ubu (1899)
- Ubu enchaîné (1900)
- Ubu sur la Butte (1906)